# Kathleen Kinmont
Kathleen Kinmont Smith (Los Ángeles, California; 3 de febrero de 1965), conocida simplemente como Kathleen Kinmont, es una actriz estadounidense.

## Carrera
Comenzó su carrera como actriz en 1984 en la película Hardbodies. En 1985 actuó en la película Fraternity Vacation. Es conocida por su papel en la película Halloween 4: el regreso de Michael Myers y por su papel en la película Bride of Re-Animator. También ha actuado en series de televisión, como Dallas, Baywatch y Renegade, entre otras.

## Vida personal
- Es hija de la actriz Abby Dalton.
- Se casó en 1989 con el actor Lorenzo Lamas, del cual se divorció en 1993.
- Tuvo una fugaz relación con el chileno Cristián de la Fuente en 1994 en el transcurso del Festival Internacional de la Canción de Viña del Mar.
- Se casó en 1997 con el actor Jere Burns, del cual se divorció en 1999.

## Filmografía

### Películas
- Haunting Kira (2010) .... Ruby
- Monsterpiece Theatre Volume 1 (2009) .... Lily Stevens (segmento "Rottentail")
- Prank  (2008) .... Kat
- Lime Salted Love (2006) .... Dra. Lina Baxter
- Psychotic (2002) .... Natalie Montana
- Bare Witness (2002) .... Det. Holly McGee
- Gangland (2000) .... Alexis
- Safety Patrol (1998) .... Newsperson
- Stranger in the House (1997) .... Dorothy Liddell
- The Corporate Ladder (1997) .... Nicole Landon
- That Thing You Do! (1996) .... secretaria de Koss
- Punctul zero (1996) .... Brigitte
- Texas Payback (1996) .... Angela
- Dead of Night (1996) .... Katherine
- Stormswept (1995) .... Missy
- Round final (1994) .... Jordan
- CIA II: Target Alexa (1993) .... Alexa
- CIA Code Name: Alexa (1992) .... Alexa
- Final Impact (1992) .... Maggie
- Sweet Justice (1992) .... Heather
- Guerrero de la noche (1991) .... Katherine Pierce
- The Art of Dying (1991) .... Holly
- Bride of Re-Animator (1990) .... Gloria
- Snake Eater II: The Drug Buster (1989) .... Det. Lisa Forester
- Midnight (1989) .... Party
- ' Roller Blade Warriors: Taken by Force (1989) .... Karin Crosse
- Rush Week (1989) .... Julie Ann McGuffin
- Halloween 4: el regreso de Michael Myers (1988) .... Kelly Meeker
- Phoenix the Warrior (1988) .... Phoenix
- Winners Take All (1987) .... Chica en la fiesta #5
- Nightforce'  (1987) .... Cindy
- Fraternity Vacation (1985) .... Marianne
- Hardbodies (1984) .... Patinadora bonita

### Series de televisión
- Days of Our Lives .... Dra. Richards (2 episodios, 2002)
- V.I.P. .... Agente Madison (1 episodio: "South by Southwest", 2001)
- Mortal Kombat: Conquest .... Dion (1 episodio: "Stolen Lies", 1999)
- Silk Stalkings .... Charlene Ballard (3 episodios, 1997-1999)
- Renegade .... Cheyenne Phillips (34 episodios, 1992-1996)
- Baywatch .... Morgan Christopher (1 episodio: "Someone to Baywatch Over You", 1994)
- Santa Barbara serie de televisión .... Marilyn Cassidy (1992)
- Dallas .... Cookie (1 episodio: "Smooth Operator", 1991)
- The Master (1 episodio: "The Good, the Bad and the Priceless", 1984)